# Liulin (köping i Kina, Henan)
Liulin (kinesiska: 柳林, 柳林镇) är en köping i Kina. Den ligger i provinsen Henan, i den centrala delen av landet, nära eller i provinshuvudstaden Zhengzhou. Antalet invånare är 183 009. Befolkningen består av 84 561 kvinnor och 98 448 män. Barn under 15 år utgör 12,0 %, vuxna 15-64 år 85 %, och äldre över 65 år 2,0 %.
Genomsnittlig årsnederbörd är 604 millimeter. Den regnigaste månaden är juli, med i genomsnitt 133 mm nederbörd, och den torraste är januari, med 5 mm nederbörd.